# Georg Friedrich Harms

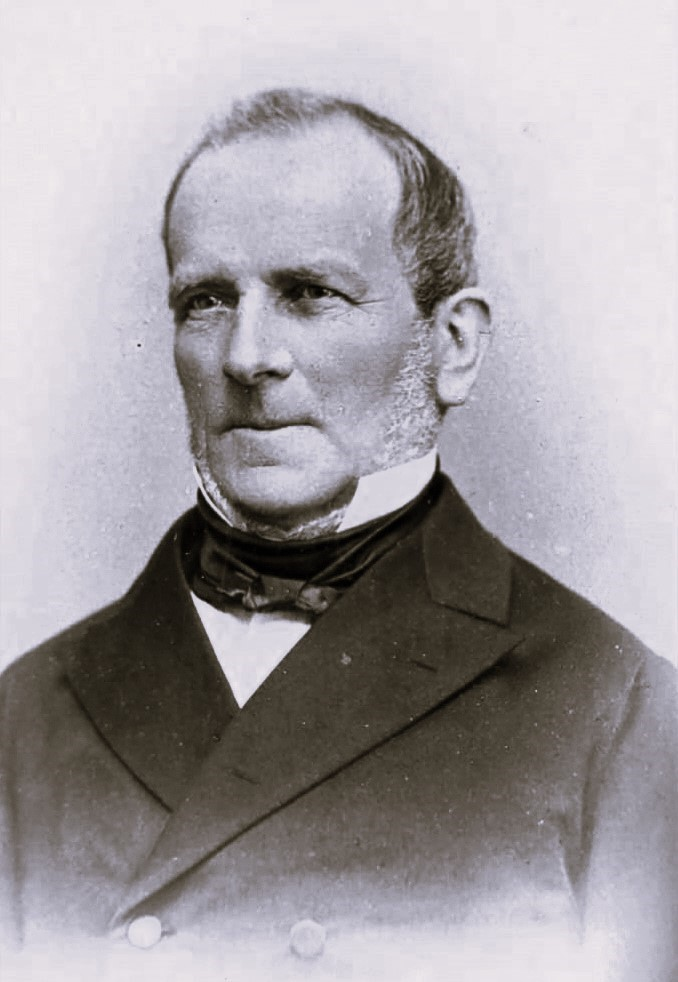
Senator Georg Friedrich Harms

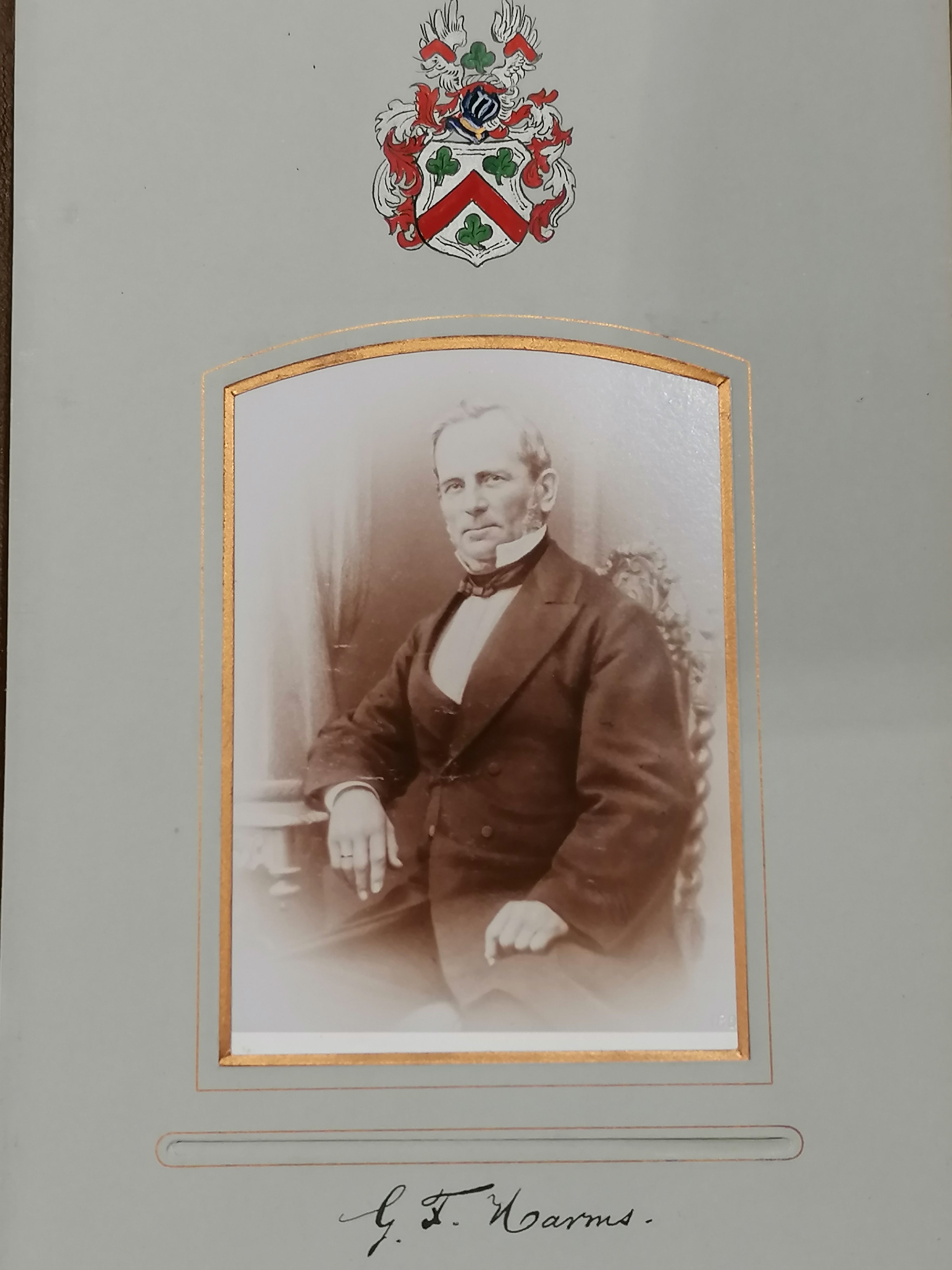
Erwählter Senator (1866)

Georg Friedrich Harms (* 2. November 1811 in Lübeck; † 4. Mai 1892 ebenda) war Senator der Hansestadt Lübeck.

## Leben

### Herkunft
Georg Friedrich Harms war ein Sohn des Küfer-Baas und Weinhändlers Lorenz Harms (1780–1850) und Maria Catharina Henriette, einer Tochter des Weinhändlers Heinrich Heyke. Heyke betrieb seit 1774 eine Weinhandlung, in die Lorenz Harms 1809 als Teilhaber eintrat. Zusammen mit seinem Schwager Daniel Heinrich Heyke betrieb er den Weinhandel unter der Firma Heyke & Harms.

### Laufbahn
Zum 1. Januar 1835 nahm sein Vater Georg Friedrich Harms zusammen mit dessen Bruder Heinrich als Teilhaber der Weinhandlung auf. Das sein Hauptabsatzgebiet in den skandinavischen Ländern habende Unternehmen firmierte nun als Lorenz Harms & Söhne und er sollte bis 1869 ihr Teilhaber bleiben. Im gleichen Jahr trat Harms den Schonenfahrerkollegium bei.
Mit der Berufung in die Handelskammer wurde seine Leistung, Georg Friedrich Harms führte die Weinhandlung zur Blüte, zollte man ihm, der bereits früher dem Finanzdepartement angehört hatte, 1857 Anerkennung. Er blieb bis 1863 Mitglied der Kammer. Er war langjähriger verdienter Vorsitzender der Lübeck-Büchener Eisenbahn-Gesellschaft. Bis zu seiner Wahl in Lübecker Bürgerschaft vertrat Harms in Lübeck als Konsul die Interessen des Königreichs Württemberg und wurde umgehend in den Bürgerausschuss gewählt. Alle solche Stellungen legte er nieder, als er am 24. April 1865 als Nachfolger Ludwig Müllers als kaufmännisches Mitglied in den Senat berufen wurde. Nach seiner Erwählung trat er in die Kommission für Handel und Schifffahrt sowie die Bewaffnungsdeputation ein. In diesen half er bei der Vollziehung der durchgreifenden Wandlungen vom Deutschen zum Norddeutschen Bund und schließlich zum Deutschen Kaiserreich. Obwohl durch die Militärkonvention mit Preußen das Lübeckische Militär aufhörte, unter der alleinigen Fürsorge Lübecks kriegstüchtig, wie zum Beispiel durch die 1871 bezogene Kaserne, erhalten zu werden, wurden auch weiterhin die die nit den militärischen Verhältnissen der Stadt verbundenen Geschäfte Lübecks über Harms statt. Er war ab 1866 Mitglied der städtischen Militärkommission und war seit 1873 deren Präses. Als die Frage über den Anschluss Lübecks an den Deutschen Zollverein der Kommission für Handel und Schifffahrt fast unüberwindliche Arbeiten aufzubürden schien, waren sowohl der Rat und die Erfahrung des Senators sehr hilfreich. Ferner war Harms Mitglied der Rekursbehörde in Gewerbesachen (1866–1889), Senatskommission für kirchliche Angelegenheiten (1868–1889) und der Senatskommission für Angelegenheiten der Armenverbände. Nach der Überschwemmung 1876 baten die heimbesuchten Elbgegenden um Hilfe. Es bildete sich ein aus dem Senator, August Rehder, dem Vater von Emil Wolpmann sowie anderen bestehendes Komitee zur Unterstützung der Städte Lauenburg und Boizenburg. Mit jenen verbanden die Hansestadt vielfache enge Beziehungen.

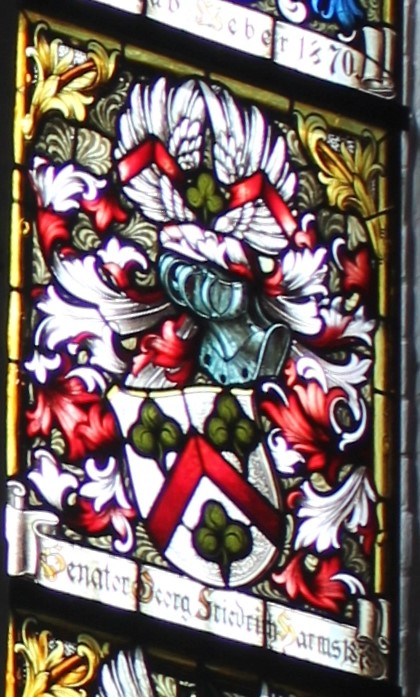

Außer der Vorsteherschaft des Heiligen-Geist-Hospitals war der Senator in der Leitung zahlreicher privater Wohltätigkeitsanstalten, wie der seinerzeit hoch dotierten Stenthal-Stiftung, tätig.

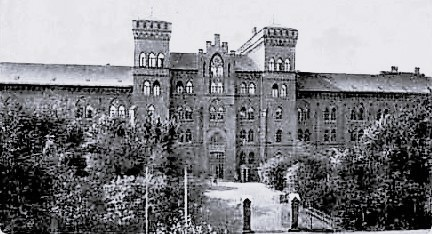
Die Kaserne der Füsiliere

In besonderer Erinnerung blieb sein Einfluss auf das gute Einvernehmen zwischen der Stadt und dem in ihr garnisoniertem Füsiliere des 2. Hanseatischen Regiments Nr. 76. Bis zum Schluss war er neben seiner Frau war er für das 25-jährige Jubiläum des heimischen Bataillons tätig.
Das Lübecker Rathaus flaggte Halbmast
Als mit Carl Alfred Brattström sein Senatsnachfolger erwählt war, wurde dieser auf der Ratssitzung am 1. Juni dem kürzlich neu gebildeten Senatsausschuss für Gewerbe und Versicherungswesen beigeordnet, er gehörte der Kommission für Handel und Schifffahrt an und trat in der Rekursbehörde in Gewerbe wie Kommission für Angelegenheiten der Armenverbände wurde Brattström an Stelle des Verstorbenen delegiert, für den Senator Behn in die Central-Armen-Deputation und für Senator Eschenburg in die Verwaltung der Brömsen-Testamente.
In der Kommission für kirchliche Angelegenheiten  und der Verwaltung des Leihhauses, bei dem der Vorsitz auf Emil Wolpmann übergegangen war, wurde der Senator durch Behn ersetzt. Bei der Militärkommission trat der ausgeschiedene Senator Heinrich Alphons Plessing neu ein, um deren Vorsitz von Harms zu übernehmen. Dieser als auch der Ober-Ersatz-Kommission trat Wolpmann neu bei. An der letztgenannten Stelle trat er zur Reservatkommission und der Vorsteherschaft des Heiligen Geist-Hospitals Senator Heinrich Klug neu hinzu.

### Beisetzung

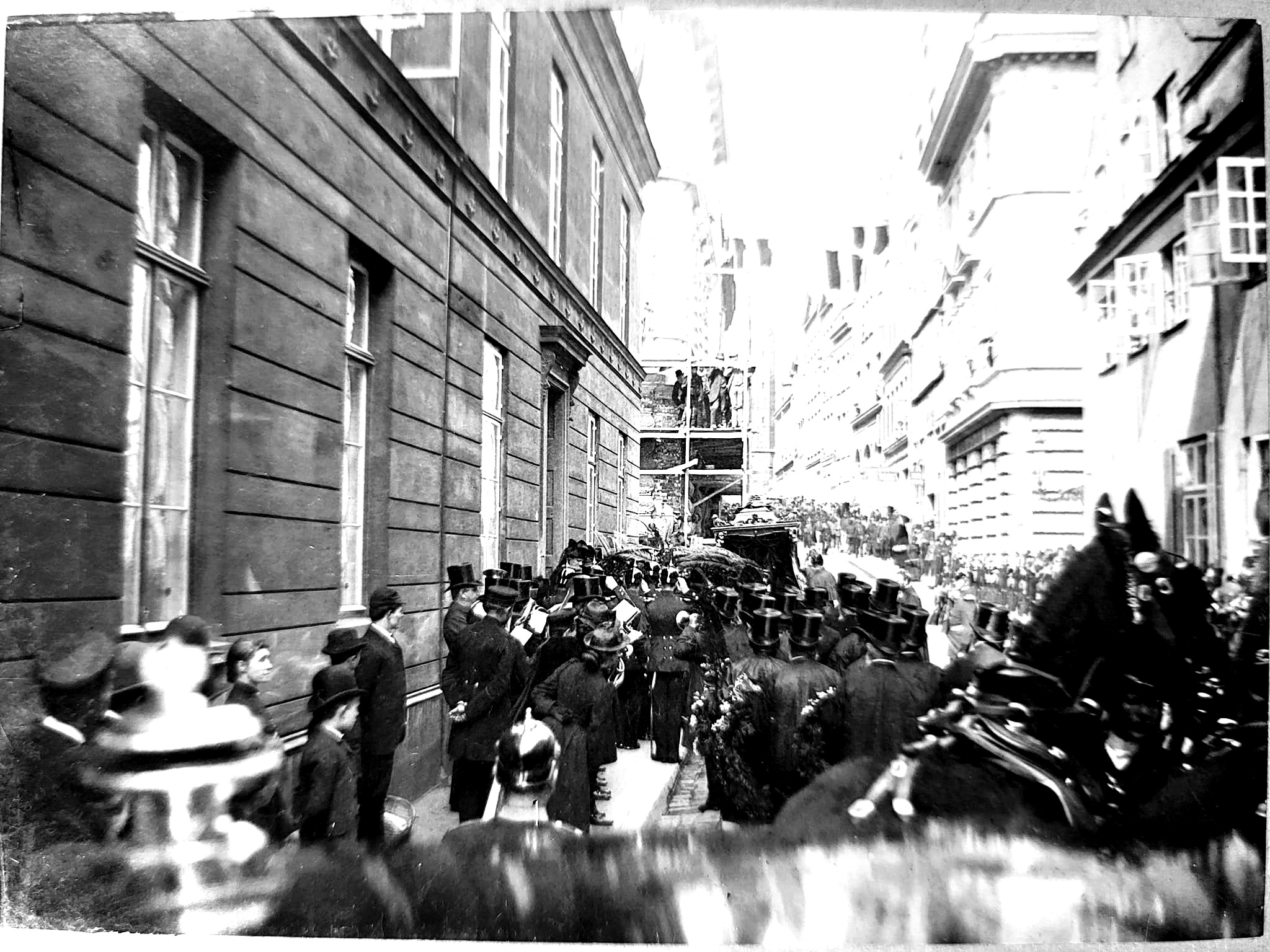
Fleischhauerstraße

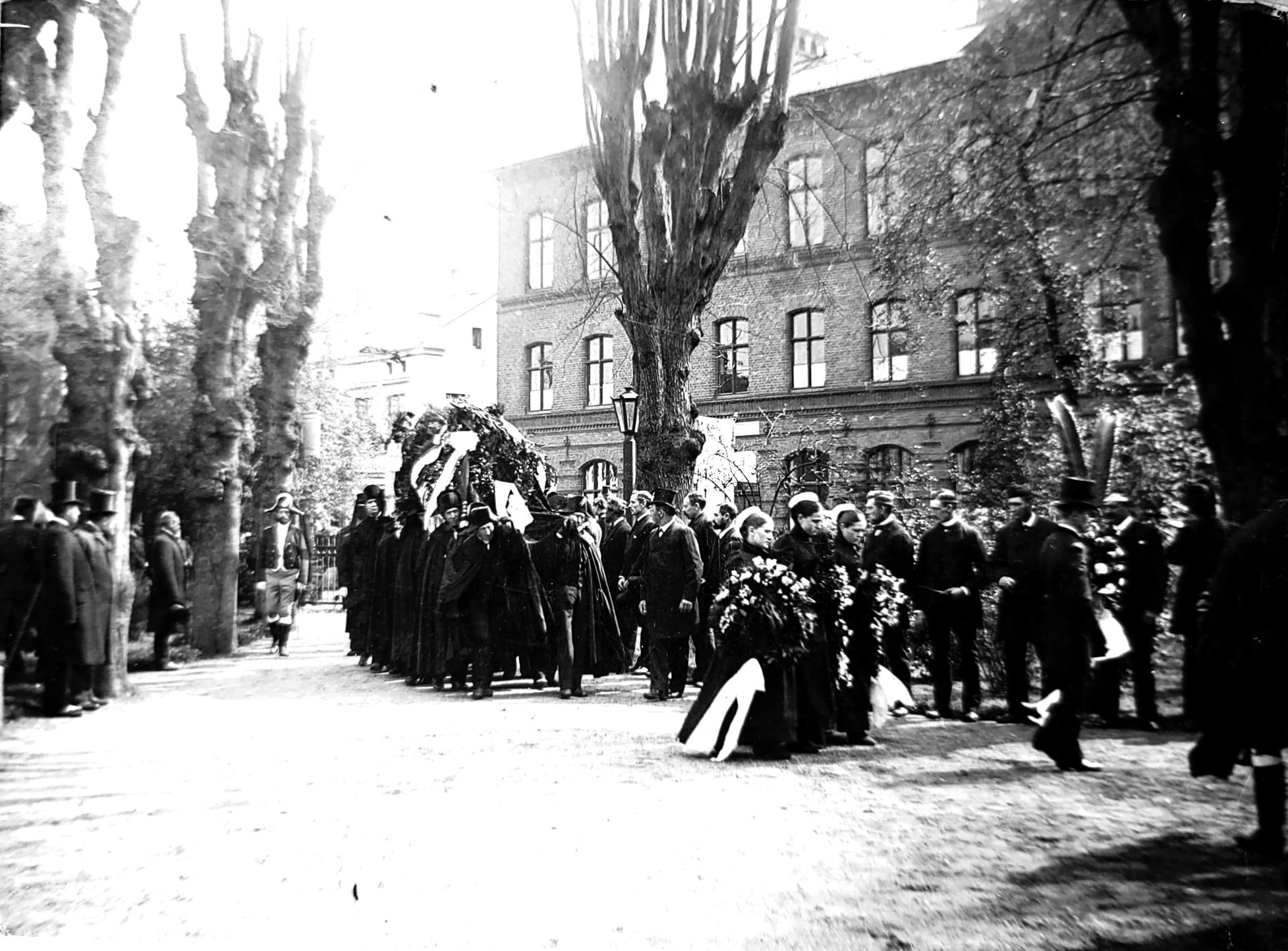
Familienankunft auf dem St. Lorenzkirchhof

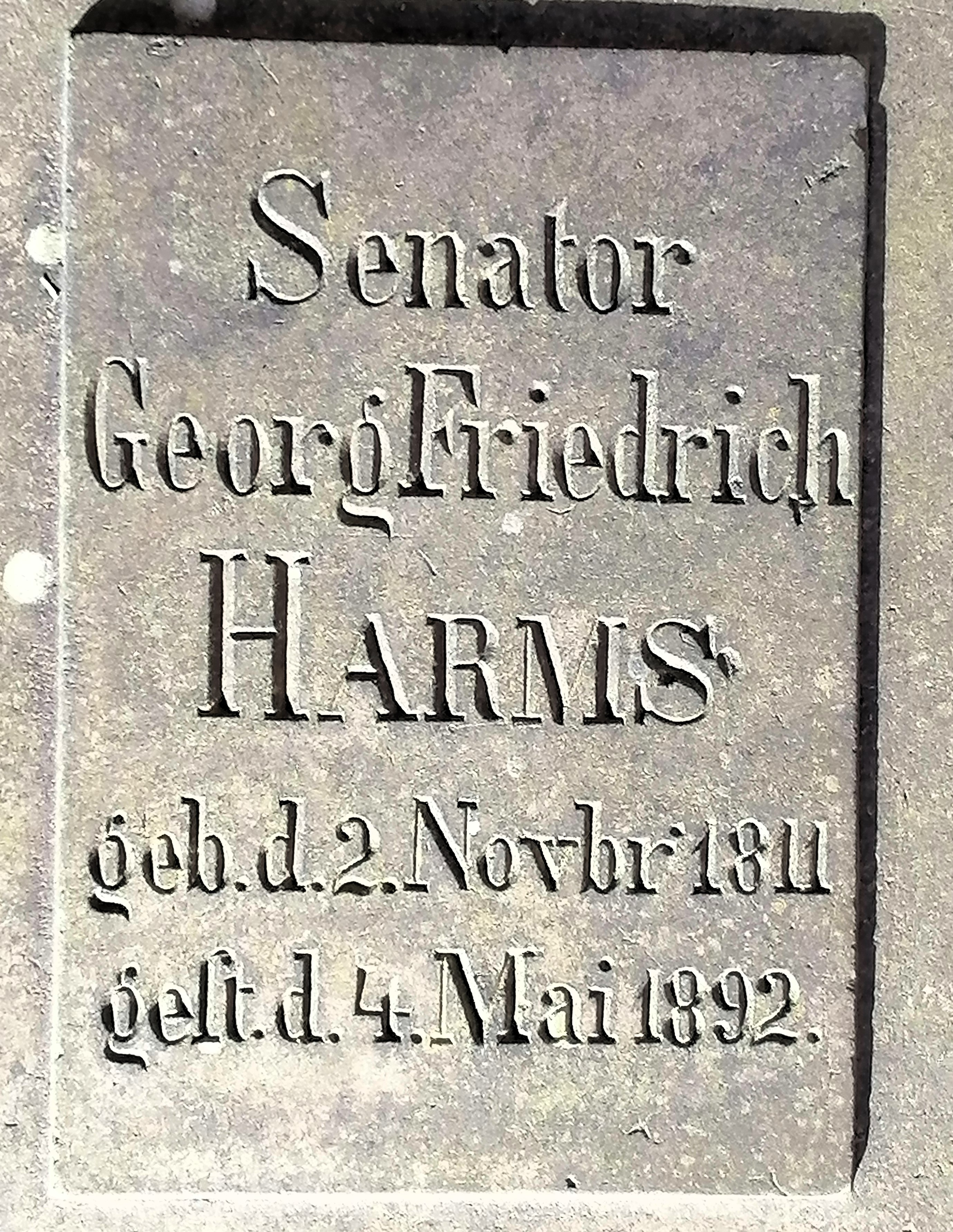
Erbbegräbnisdetail

Um 9 Uhr des 9. Mais war sein Leichnam in den Parterresälen des Trauerhauses Ecke Fleischhauer-  und Königstraße in Parade aufgebahrt als Hauptpastor Ranke an den Sarg trat. Er betonte, dass man Harms zusammen mit dem im Vorjahr verstorbenen Generalfeldmarschall Moltke gesehen hätte. Die im oberen Stockwerk aufgestellte Stadtkapelle spielte den Choral Jesus, meine Zuversicht. Der Sarg wurde auf den Wagen gehoben und unter dem Glockenspiel des Reiters der Marienkirche zum St. Lorenzfriedhof geführt.
Neben der Mutter sowie zwei Söhnen und Töchtern folgten als Deputationen des Senates dessen jüngste Mitglieder Georg Arnold Behn und Hermann Deecke mit je einem Ratsdiener in Galauniform, Friedrich Heinrich Bertling und Emil Ferdinand Fehling als Wortführer der Bürgerschaft, des Bürgerausschusses Hermann Brehmer und Siemsen, des Geistlichen Ministeriums die Pastoren Heinrich Lindenberg und Andresen, der Handelskammer Lange und Franck, des Landgerichts Präses Karl Hoppenstedt und Ernst Christian Johannes Schön als Erster Staatsanwalt, des Amtsgerichts Martin Funk und Richard Oemler, des Heiligen-Geist-Hospitals Georg Eduard Tegtmeyer und Hartwig, der LBEG Walther Brecht und Blumenthal, des Lehrerkollegiums vom Katharineum Eschenburg und Ludwig Wilhelm Heinrich Mollwo, des Lübeckischen Lehrervereins Wilda und Rust, der der Israekitischen Gemeinde Rabbiner Salomon Carlebach, der katholischen Gemeinde Everhard Illigens, die meisten Senatsmitglieder mit dem zu jener Zeit Dienstältesten Senator Bürgermeister Heinrich Theodor Behn an ihrer Spitze sowie zahlreiche Mitglieder der Bürgerschaft. Zudem war das gesamte Offizierskorps des heimischen Bataillons, zahlreiche staatliche und private Behörden, Post- und Telegrafendirektion, sowie die Deutsche Lebens-Versicherungs-Gesellschaft vertreten.
Dem Leichenzug schritt eine aus den vier Kompanien des Bataillons gebildete Trauerkompanie voran. Hinter den von vier Pferden gezogenen Leichenwagen folgten die Bediensteten des Hauses, dann die Trägerkorporation und die Arbeiter der Weinhandlung. An allen vom Zug passierten Straßen – Fleischhauerstraße, Breite Straße, Kohlmarkt, Holstenstraße, Fackenburger Allee – hatte eine große Menschenmenge Aufstellung genommen. Die Pastoren Johann Hermann Bousset und Johannes Bernhard sowie Abgesandte des Kirchenvorstandes empfingen sie auf dem für die Beisetzung vorgesehenen St. Lorenzkirchhof. Unter den Klängen eines von der Militärkapelle gespielten Trauermarsches hob man den Sarg vom Wagen und versenkte ihn im Erbbegräbnis der Familie Harms.
Von der großen Achtung derer sich der Senator erfreute, kündeten die Kranzspenden. Major Alexander von Linsingen überreichte im Namen des Oberkommandierenden des IX. Armee-Korps Alfred von Waldersee und Adjutant Vicco von der Lühe im Auftrage des Offizierskorps vom 2. Hanseatischen Regiment in Hamburg ein Blumenarrangement. Gleiche Spenden ließen das lübeckische Bataillon, die Direktion der LBEG, Lager- und Arbeiterpersonal der Firma Lorenz Harms u. Söhne, sowie viele Private und offizielle Persönlichkeiten.
Aus Anlass des Begräbnisses waren Stadt und Hafen auf Halbstock geflaggt.

### Familie
Er war seit Mai 1850 verheiratet mit der 20 Jahre jüngeren Emma Wilhelmine, geb. Buck. Das Paar hatte sieben Kinder, drei Söhne und vier Töchter. Die Familie bewohnte das Haus Fleischhauerstraße 18 an der Ecke zur Königstraße, das „fast ein Menschenalter hindurch der Mittelpunkt froher und anregender Geselligkeit“ war.
Nachdem Emma Wilhelmine Ende 1896 verstorben war, vermietete und veräußerte man 1898 das Haus. Die Stadt erwarb es und riss es ab. 1906 errichtete sie dort das heute denkmalgeschützte städtische Verwaltungsgebäude der damaligen Steuerbehörde.
Als Wilhelmine Marie 1901 verwitwet nach ihrem Mann, Rechtsanwalt Paul Wibel, früh verstarb, wurden deren Kinder, die ihrem Vater im Beruf folgen sollten, von Verwandten aufgezogen. Paul stirbt 1905 als cand. jur. Der zwei Jahre jüngere Heinrich wird bis zum Krieg Richter in Tsingtao. Nach dem Krieg wird er zum Amtsrichter in der Freien und Hansestadt Lübeck. Dort leitet er den Calmette-Prozess, wurde 1932 Nervenkrank und verstarb.

## Trivia
Nach dem Tod von Senator Mann am 13. Oktober 1891 wurden Konsul Fehling und der Weinhändler Krafft Tesdorpf zu Vormündern seiner fünf hinterlassenen Kinder bestellt.
Thomas Mann war zu diesem Zeitpunkt 16 Jahre alt. In seinem Roman Die Buddenbrooks (1901), wofür er später den Nobelpreis erhielt, begegnen wir Georg Friedrich (Fritz) Harms als Senator James Möllendorpf.